# Geoffrey Hodgson
Geoffrey M. Hodgson (nacido el 28 de julio de 1946) es profesor investigador de Ciencias Empresariales de la Universidad de Hertfordshire, y editor responsable de la revista Journal of Institutional Economics.
El profesor Hodgson es reconocido como una de las figuras destacadas del institucionalismo crítico moderno, que lleva adelante el espíritu crítico y la tradición intelectual de los fundadores de la economía institucional, en particular la de Thorstein Veblen. Sus áreas investigación abarcan desde la economía institucional y economía evolutiva hasta la historia del pensamiento económico, la naturaleza de la empresa y biología teórica. Se dio a conocer por su libro Economics and Institutions: A Manifesto for a Modern Institutional Economics (1988), donde critica la corriente económica dominante y se realiza una llamada a la revisión de la teoría económica sobre la base del institucionalismo. 
En 2000 Hodgson cofundó The other canon, una red y centro de investigación sobre economía heterodoxa con, entre otros, el fundador y presidente ejecutivo Erik Reinert.

## Instituciones de acuerdo a Hodgson
Según Hodgson las instituciones son la materia prima de la vida social: «los sistemas de reglas sociales establecidas y comunes que estructuran la interacción social». Ejemplos de 
instituciones puede ser el lenguaje, el dinero, la ley, los sistemas de pesas y medidas, modales en la mesa y organizaciones (por ejemplo las empresas). Las convenciones, que podrían ser incluidas dentro de las leyes, pueden también considerse instituciones(Hodgson, 2006, p. 2). 
Lo que Hodgson considera importante acerca de las instituciones es la forma en que estructuran la vida social e influyen en nuestras percepciones y preferencias y, además, crean expectativas estables. Sostiene que: «En general, las instituciones hacen posible el pensamiento ordenado, las expectativas y la acción dando forma y consistencia a las actividades humanas.» En consecuencia, las instituciones permiten, así como limitan la acción.

## Libros
- Economics in the Shadows of Darwin and Marx (Edward Elgar, Cheltenham, 2006). ISBN 978 1 84542 497 8. ISBN 1 84542 497 2.
- The Evolution of Institutional Economics: Agency, Structure and Darwinism in American Institutionalism (Routledge, London, 2004). ISBN 0-415-32253-7
- A Modern Reader in Evolutionary and Institutional Economics (Edward Elgar Publishing, Cheltenham and Northampton, 2002) ISBN 1-84064-474-5
- How Economics Forgot History: The Problem of Historical Specificity in Social Science (Routledge, London, 2001). ISBN 0-415-25717-4. Also in a Chinese edition.
- Evolution and Institutions: On Evolutionary Economics and the Evolution of Economics (Edward Elgar Publishing, Cheltenham and Northampton, 1999) ISBN 1-85898-813-6
- Economics and Utopia: Why the Learning Economy is Not the End of History (Routledge, London, 1999) ISBN 0-415-19685-X
- Economics and Evolution: Bringing Life Back Into Economics (University of Michigan Press and Polity Press, 1993). ISBN 0-472-10522-1
- Economics and Institutions: A Manifesto for a Modern Institutional Economics (Polity Press, Cambridge, and University of Pennsylvania Press, Philadelphia, 1988). ISBN 0-7456-0277-0
- After Marx and Sraffa: Essays in Political Economy (Macmillan Press, London, 1991). ISBN 0-333-54224-X
- The Democratic Economy: A New Look at Planning, Markets and Power (Penguin, Harmondsworth, 1984). ISBN 0-14-022495-5 ISBN 0140229455
- Capitalism, Value and Exploitation (Martin Robertson, Oxford, 1982). ISBN 0-85520-414-1
- Labour at the Crossroads (Martin Robertson, Oxford, 1981). ISBN 0-85520-462-1
- Socialism and Parliamentary Democracy (Spokesman, Nottingham, 1977. Also in Italian, Spanish, Turkish and Japanese editions) ISBN 0-85124-207-3